# Svenska Flygfabriken

Svenska Flygfabriken AB är ett företag i Sundsvall som utvecklar och tillverkar amfibieflygplanet LN-3 Seagull som i ett första skede är planerat att säljas som byggsats men i förlängningen även är tänkt att säljas som färdigt flygplan i kategorin UL, LSA och ELA1. 
Grundare av företaget är Lage Norberg tillsammans med sina söner Tomas och Staffan. Lage har länge arbetat som konstruktör av utrustning för flygplansindustrin. Han har också tidigare undervisat i aerodynamik.